# 比亞尼 (昆迪納馬卡省)

比亞尼是哥倫比亞的城鎮，位於該國中部，由昆迪納馬卡省負責管轄，距離首府波哥大107公里，始建於1843年，面積68平方公里，海拔高度1,436米，2005年人口3,992。

## 外部連結
- （西班牙文） Viani official website （页面存档备份，存于）

4°53′N 74°34′W / 4.883°N 74.567°W